# Темирбаев, Валерий Батаевич
Валерий Батаевич Темирбаев (род. 25 мая 1941, Джаркент, Алма-Атинская область) — советский и казахский общественный и политический деятель, дипломат.

## Биография
В 1958—1965 годах разнорабочий, электрослесарь, электрик. Закончил Павлодарский индустриальный институт по специальности инженер-энергетик в 1970 году. В 1970—1976 годах мастер, старший мастер, начальник бюро отдела, зам. начальника цеха, зам. секретаря парткома Павлодарского тракторного завода.
В 1976—1978 годах Заместитель заведующего отдела Павлодарского обкома партии. Закончил Высшую партийную школу в Алма-аты в 1983 году. В
1978—1985 годах Второй секретарь горкома партии, председатель горисполкома, первый секретарь горкома партии Экибастуза, Павлодарская области.
В 1985—1986 годах Секретарь Кустанайского обкома партии. В 1986—1987 годах Инспектор ЦК КПСС. В 1987—1988 годах Председатель Восточно-Казахстанского облисполкома. В 1988—1990 годах первый секретарь Чимкентского обкома партии, председатель Чимкентского облсовета.
В 1989—1991 годах Народный депутат СССР. 1990—1991 годах Постоянный представитель Совмина КазССР при Совмине СССР
В 1991—1994 годах Полномочный Представитель (Посол) Республики Казахстан в Российской Федерации. В 1994—1996 годах Чрезвычайный и Полномочный Посол Республики Казахстан в Республике Беларусь. В 1995—1996 годах Постоянный Полномочный представитель РК при Уставных органах СНГ (по совместительству). В 1996—1999 годах Чрезвычайный и Полномочный Посол Республики Казахстан в Туркменистане.
В 1999—2004 годах Член Коллегии МЭК СНГ от РК, Полномочный представитель РК в Комиссии по экономическим вопросам при Экономическом совете СНГ. В 2006—2020 годах Председатель Совета ветеранов — казахстанцев, проживающих в Москве
Заслуженный работник дипломатической службы Республики Казахстан, Почётный профессор Toraighyrov University (TOU), Павлодар.